# Wicked!
Wicked! je třetí studiové album německé skupiny Scooter. Bylo vydáno roku 1996 a je na něm 11 písniček. Album obsahuje také videoklip ke skladbě „I'm Raving“. Album obsahuje také formulář pro objednání oblečení a předmětů s logem skupiny.

## Seznam písní
| Pořadí | Název                      | Délka |
| ------ | -------------------------- | ----- |
| 1.     | Wicked Introduction        | 1:44  |
| 2.     | I'm Raving                 | 3:28  |
| 3.     | We Take Your Higher        | 4:22  |
| 4.     | Awakening                  | 4:26  |
| 5.     | When I Was A Young Boy     | 3:58  |
| 6.     | Coldwather Canyon          | 5:16  |
| 7.     | Scooter Del Mar            | 4:58  |
| 8.     | Zebras Crossing The Street | 4:58  |
| 9.     | Don't Let It Be Me         | 3:59  |
| 10.    | The First Time             | 5:25  |
| 11.    | Break It Up                | 3:39  |

V roce 2013 vyšla rozšířená dvojdisková verze Wicked! (20 Years Of Hardcore Expanded Edition).

### CD 2
1. I’m Raving (Extended)
2. I’m Raving (Taucher Remix)
3. I’m Raving (DB 600 Remix)
4. I’m Raving (Progressive Remix)
5. I’m Raving (Fortunato & Montresor House Remix)
6. Jan Delay & Moonbootica – I’m Raving
7. Turntablerocker – I’m Raving
8. B-Site (www.mix)
9. Loops And Pipes
10. Break It Up (Unplugged)
11. Wednesday (Kontor Mix

## Informace
- „Wicked Introduction“ má melodii z Scotland the Brave.
- Autorem hudby a textu ke skladbě „I'm Raving“ je Marc Cohn.
- „Break It Up“ je první "techno-balada" světa.
- Autorem hudby a textů ke skladbám „Don't Let It Be Me“ a „The First Time“ je Nosie Katzmann.
- Vokály ke skladbě „The First Time“ nazpívala Marry K.
- Návrhem designu obalu byl pověřen Marc Schilkowski. Fotografie nafotil Michael Herman, s výjimkou fotografií z koncertu, které nafotil M. Tappendorf.